# Petrache Poenaru
Petrache Poenaru (Bănești, 1799. január 10. – Bukarest, 1875. október 2.) felvilágosodás kori román feltaláló és forradalmár, aki leginkább a töltőtoll feltalálásáról ismert.

## Élete
Párizsban és Bécsben tanult, majd Angliában végezte szakirányú tanulmányait. Matematikus, fizikus, mérnök, feltaláló, tanár és az oktatási rendszer szervezője is volt. Élete egyes szakaszában volt politikus, agronómus és zootechnológus is. Részt vett az 1821-es havasalföldi felkelésben, de nem vesztette életét. Párizsi diákként Petrache Poenaru feltalálta a világ első töltőtollát, amelyet 1827. május 25-én szabadalmaztatott is.
1870-ben a Román Akadémia tagjává választották.

## A töltőtoll feltalálása
1826-ban Franciaországba költözött, és a párizsi École Polytechnique egyetemre járt, ahol geodéziát hallgatott. Olyannyira sokat kellett egyetemen jegyzetelnie, hogy feltalált egy töltőtollat, amely tintatartályaként egy hattyú tollát használta. 1827. május 25-én a francia Belügyminisztérium Gyártási Osztálya 3208-as kódszámmal jegyezte be Poenaru találmányát.
2010-ben a román posta 5 lejes bélyeget adott ki, amely Poenarut ábrázolja. A bukaresti Petrache Poenaru metróállomást az ő tiszteletére nevezték el.

## Publikációk
- (Florian Aaronnal és Georg Hill-lel) Vocabulaire français-valaque d'après la dernière édition du dictionnaire de l'Académie Française, augmenté de plusieurs autres mots par P. Poyenar, Directeur des écoles nationales, F. Aaron et G. Hill, Professeurs du Collège St Sava, 2 k.,  Imprimerie du Collège St. Sava, Bukarest, 1840–41

## Fordítás
- Ez a szócikk részben vagy egészben  a   Petrache Poenaru című angol Wikipédia-szócikk ezen változatának fordításán alapul.  Az eredeti cikk szerkesztőit annak laptörténete sorolja fel. Ez a jelzés csupán a megfogalmazás eredetét és a szerzői jogokat jelzi, nem szolgál a cikkben szereplő információk forrásmegjelöléseként.